# Třída Duquesne
Třída Duquesne byly první třída těžkých křižníků (jinak též „Washingtonských křižníků“) francouzského námořnictva. Celkem byly postaveny dvě jednotky této třídy, která byla typickým představitelem této kategorie plavidel, tedy lodí o výtlaku 10 000 tun, vyzbrojených osmi 203 mm kanóny a téměř zcela postrádajících pancéřovou ochranu.

## Stavba
Celkem byly postaveny dvě jednotky této třídy. Do služby byly přijaty v letech 1927–1928.
Jednotky třídy Duquesne:
| Jméno     | Založení kýlu | Spuštěna          | Vstup do služby  | Poznámka      |
| --------- | ------------- | ----------------- | ---------------- | ------------- |
| Duquesne  | 1924          | 17. prosince 1925 | 6. prosince 1927 | Vyřazen 1950. |
| Tourville | 1925          | 24. srpna 1926    | 1. prosince 1928 | Vyřazen 1950. |

## Konstrukce

Ilustrace třídy Duquesne

Boky a dělové věže křižníků byly chráněny 25,4mm pancířem. Výzbroj tvořilo osm 203mm kanónů ve dvoudělových věžích, osm 75mm kanónů, dvanáct 13,2mm kulometů a šest 550mm torpédometů. Pohonný systém tvořilo devět kotlů a čtyři turbínová soustrojí o výkonu 120 000 hp, pohánějící čtyři lodní šrouby. Nejvyšší rychlost dosahovala 33 uzlů. Dosah byl 5500 námořních mil při rychlosti 13 uzlů.

### Modifikace
Roku 1943 byly oba křižníky modernizovány v USA. Novou výzbroj tvořilo osm 203mm kanónů, čtyři 75mm kanóny, osm 40mm kanónů a šestnáct 20mm kanónů.

## Služba

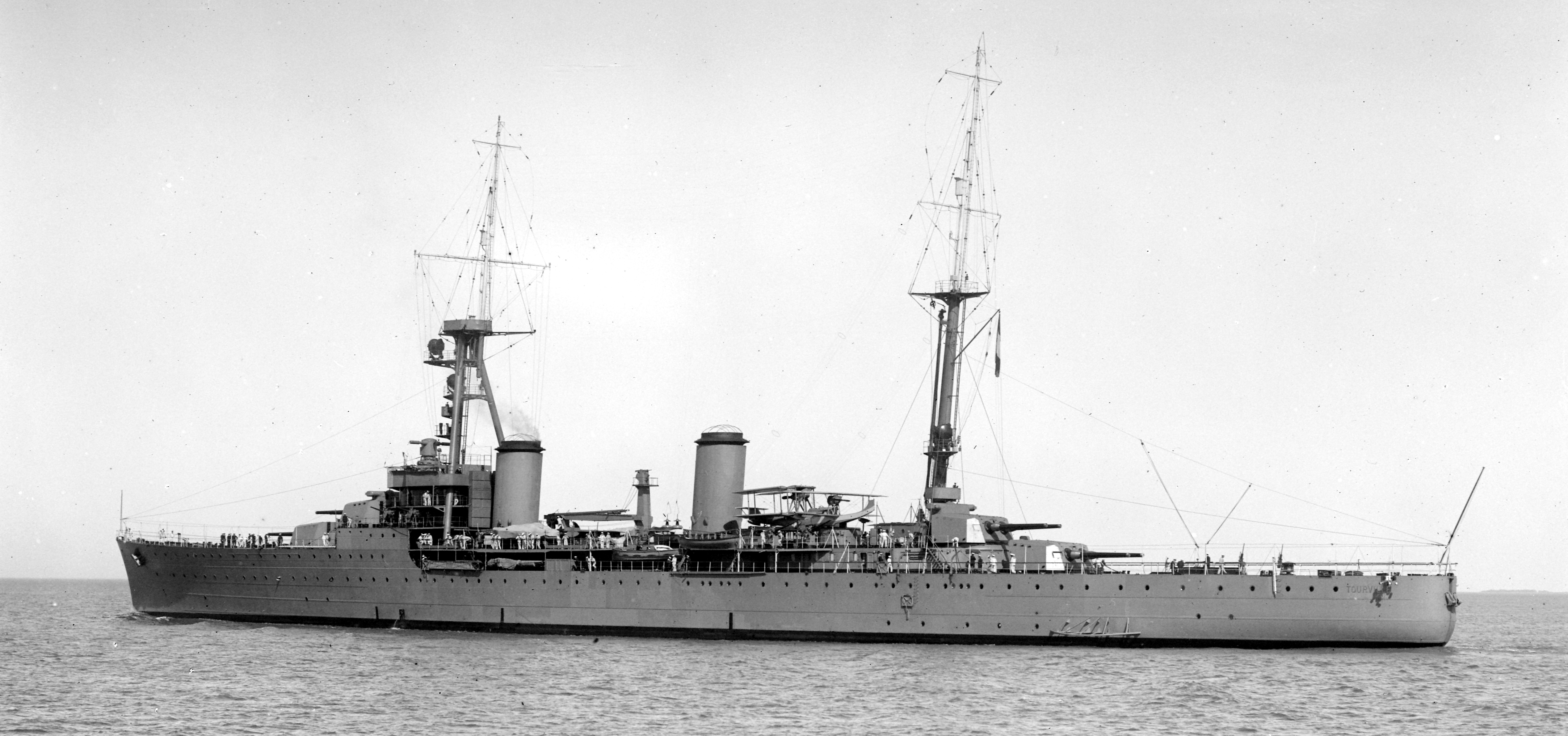
Tourville

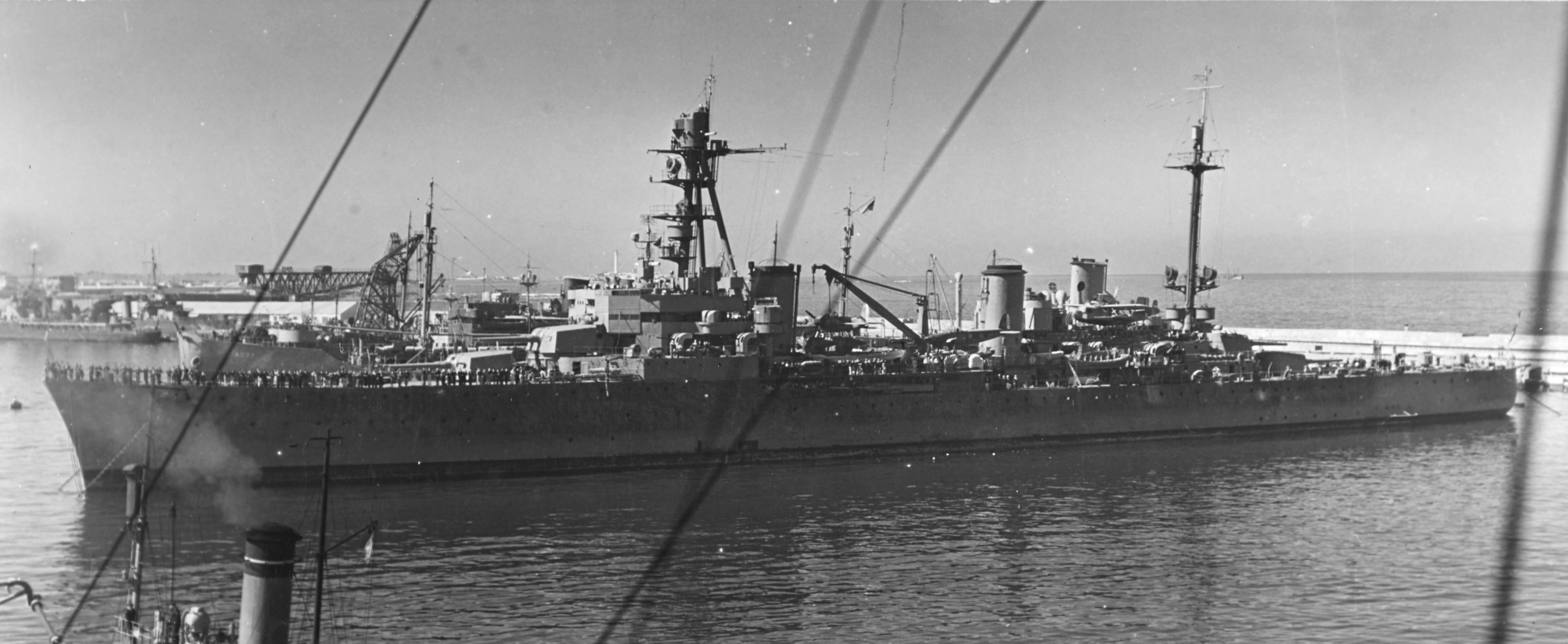
Tourville roku 1943 v Casablance

Po francouzské kapitulaci kotvily obě jednotky v Alexandrii. V červenci 1940 Britové zahájily operaci Catapult, v rámci které chtěli neutralizovat francouzské loďstvo a zabránit jeho využití Německem. Hrozilo, že na francouzské lodě v přístavu zaútočí podobně jako v Mers-el-Kébiru. Problém se podařilo vyřešit vyjednáváním za cenu odzbrojení a internace francouzských lodí (měly zde odzbrojené kotvit až do konce války).
Po zániku Vichistické Francie se Duquesne a Tourville dne 30. května 1943 vrátily na stranu spojenců, byly modernizovány v USA a do konce války sloužily v silách Svobodných Francouzů.
Po válce byly oba křižníky do roku 1950 využívány jako cvičné lodě. Po vyřazení byly využívány jako pomocná stacionární plavidla. Duquesne byl sešrotován v roce 1955 a Tourville v roce 1962.